# Lucius Vibius Apronianus
Lucius Vibius Apronianus war ein im 2. Jahrhundert n. Chr. lebender Angehöriger des römischen Ritterstandes (Eques).
Durch eine Inschrift auf einem Grabstein, der bei Castel Madama gefunden wurde und der auf 176/225 datiert wird, sind einzelne Stationen seiner Laufbahn bekannt. Apronianus diente als Tribunus militum in einer oder mehreren Legionen, die aber in der Inschrift nicht genannt werden. Danach übernahm er zwei zivile Funktionen in der Verwaltung. Seine erste Position war die eines adiutor alvei Tiberis et cloacarum. Es folgte das Amt eines Procurator Augusti in einer ungenannten Funktion; dieser Posten war vermutlich mit einem Jahreseinkommen von 100.000 Sesterzen verbunden.
Der Grabstein wurde von Lucius Biesius Attalus, Lucius Vibius Theodotus und Lucius Vibius Symphorus errichtet; letzterer war ein Freigelassener von Apronianus.